# (5095) Escalante
(5095) Escalante (1983 NL) – planetoida z pasa głównego asteroid okrążająca Słońce w ciągu 3,79 lat w średniej odległości 2,43 j.a. Odkryta 10 lipca 1983 roku.